# Konstanty Strzelecki
Konstanty Leon Strzelecki (ur. 10 marca 1886 w Kawęczynie, zm. wiosną 1940) – nadkomisarz Policji Państwowej, ofiara zbrodni katyńskiej.

## Życiorys
Uczęszczał do szkół w Pińczowie i Piotrkowie Trybunalskim, studiował w Wyższej Szkole Leśnej we Lwowie do 1907, po czym osiadł w Sosnowcu. Po wybuchu I wojny światowej od 1914 służył w Straży Obywatelskiej, a po przekształceniu od 1918 w Milicji Miejskiej jako komendant oraz w Policji Komunalnej miasta Sosnowca.
Po odzyskaniu przez Polskę niepodległości w randze kapitana rozpoczął służbę w Straży Kolejowej, a po jej wcieleniu do Policji Państwowej został mianowany kierownikiem komisariatu Granicznego w Sosnowcu i I komisariatu PP w Sosnowcu. 1 lutego 1920 został awansowany do stopnia komisarza Policji Państwowej. Absolwent Głównej Szkoły Policji Państwowej w Warszawie z 1922. Od 30 maja 1926 sprawował stanowisko komendanta powiatowego Policji Państwowej w Będzinie, a od 25 kwietnia 1927 był oficerem inspekcyjnym Komendy Wojewódzkiej Policji Państwowej w Brześciu. 1 czerwca 1929 mianowany nadkomisarzem Policji Państwowej, a 31 października 1929 został przeniesiony w stan spoczynku.
W okresie II RP Konstanty Strzelecki miał dokonać aresztowania działaczy komunistycznych: Bolesława Bieruta i Aleksandra Zawadzkiego
Wobec zagrożenia konfliktem zbrojnym w 1939 został skierowany na stanowisko komendanta obrony cywilnej w Sosnowcu. Po wybuchu II wojny światowej w okresie kampanii wrześniowej 2 września 1939 ewakuował się w kierunku wschodnim. Po agresji ZSRR na Polskę z 17 września 1939 został aresztowany przez sowietów na dworcu w Białymstoku. Był przetrzymywany w więzieniu białostockim. Wiosną 1940 został zamordowany przez funkcjonariuszy NKWD w ramach zbrodni katyńskiej w Kuropatach (tzw. białoruska lista katyńska).
Był żonaty, miał syna Jana. W Sosnowcu zamieszkiwał z rodziną przy ulicy św. Barbary w dzielnicy Sielec.

## Odznaczenia
- Krzyż Kawalerski Orderu Odrodzenia Polski (2 maja 1923)[2]